# 格伦多拉 (加利福尼亚州)
格倫多拉（英語：Glendora），是美國加利福尼亞州洛杉磯縣下屬的一座城市。建市於1911年11月13日，面積大約為19.39平方英里（50.2平方公里）。

## 人口
根據2010年美國人口普查的資料，共有人口50,073人、12,866家庭居住於此城市。族裔組成為75.3%白人、1.9%非裔美國人、0.7%美國原住民、13%亞洲人、5.3%其他。

## 教育
格倫多拉的公立學校屬於格倫多拉學區，所屬學校包括小學（五年）、中學（三年）以及高中（四年），是加州最佳的學區之一。

### 小學
- La Fetra小學
- Cullen小學
- Stanton小學
- Sellers小學
- Sutherland小學

### 中學
- Sandburg中學
- Goddard中學

### 高中
- Glendora高中